# Hans Hayn
Hans Hayn, född 7 augusti 1896 i Leignitz, död 30 juni 1934 i München, var en tysk SA-Gruppenführer och chef för SA-Gruppe Sachsen. Han var efter Manfred von Killinger SA:s högste representant i Sachsen. År 1932 blev Hayn riksdagsledamot för Nationalsocialistiska tyska arbetarepartiet (NSDAP).
I början av 1930-talet ansåg Adolf Hitler att Sturmabteilung (SA) hade blivit ett hot och att dess ledare Ernst Röhm planerade en statskupp. Under de långa knivarnas natt lät Hitler därför mörda SA:s ledarskikt. Hayn greps och fördes till Stadelheimfängelset i München. Tillsammans med Edmund Heines, Peter von Heydebreck, Wilhelm Schmid, August Schneidhuber och Hans Erwin von Spreti-Weilbach arkebuserades Hayn av ett exekutionskommando under befäl av Sepp Dietrich.